# Pomare III
Teriʻitariʻa Pōmare Pomare III, altrimenti noto solo come Pomare III (Papofai, 25 giugno 1820 – Papetoai, 8 gennaio 1827), è stato re di Tahiti dal 1821 fino alla sua morte.

## Biografia
Figlio secondogenito di re Pomare II e della seconda moglie, la regina Teriʻitoʻoterai Tere-moe-moe: era il primo figlio maschio della coppia. Alcune fonti lo vogliono figlio come le sue sorelle di Teremoemoe, mentre secondo altri scritti sarebbe un figlio adottivo del sovrano o ancora un figlio illegittimo.
Venne battezzato il 10 settembre 1820. Ad appena un anno di età, il 7 dicembre 1821, succedette a suo padre come sovrano di Tahiti. Venne incoronato ufficialmente a Papa'oa il 21 aprile 1824.
Data la sua giovanissima età, governò sempre sotto la reggenza di sua madre la regina Teriʻitoʻoterai Teremoemoe, di sua zia Teriʻitariʻa Ariʻipaeavahine, e di cinque dei principali capi tribù di Tahiti.
L'educazione di Pomare III ebbe luogo alla South Sea Academy di Papetoai, in Mo'orea.
Morì di dissenteria l'8 gennaio 1827 ad appena sei anni di età. Gli successe sua sorella, Pomare IV, che regnò dal 1827 sino al 1877.

## Albero genealogico
|                               |                  |                                     | Genitori                            |  |  | Nonni |  |  | Bisnonni            |  |  | Trisnonni    |  |
|                               |                  |                                     |                                     |  |  |       |  |  | Teu Tunuieaite Atua |  |  | Tu-moe-hania |  |
|                               |                  |                                     |                                     |  |  |       |  |  | Teu Tunuieaite Atua |  |  | Tu-moe-hania |  |
|                               |                  | Tetua-huria                         |                                     |  |  |       |  |  | Teu Tunuieaite Atua |  |  |              |  |
| Pomare I di Tahiti            |                  |                                     |                                     |  |  |       |  |  | Teu Tunuieaite Atua |  |  |              |  |
|                               |                  | Tetupaia-i-Hauiri                   | Tamatoa III di Raiatea *            |  |  |       |  |  |                     |  |  |              |  |
|                               |                  | Tetupaia-i-Hauiri                   | Tamatoa III di Raiatea *            |  |  |       |  |  |                     |  |  |              |  |
|                               |                  | Tetupaia-i-Hauiri                   | Mai-he'a                            |  |  |       |  |  |                     |  |  |              |  |
| Pomare II di Tahiti           |                  | Tetupaia-i-Hauiri                   |                                     |  |  |       |  |  |                     |  |  |              |  |
|                               |                  | Teihotu-i-Ahura'i                   | Teri'i-Vaetua-i-Ahura'i             |  |  |       |  |  |                     |  |  |              |  |
|                               |                  | Teihotu-i-Ahura'i                   | Teri'i-Vaetua-i-Ahura'i             |  |  |       |  |  |                     |  |  |              |  |
|                               |                  | Teihotu-i-Ahura'i                   | Airoro-ana'a-i-Farepu'a             |  |  |       |  |  |                     |  |  |              |  |
| Tetua-nui-reia-i-te-raʻi-atea |                  | Teihotu-i-Ahura'i                   |                                     |  |  |       |  |  |                     |  |  |              |  |
|                               |                  | Vave'a Tetua-nui-rei-a-ite Ra'iatea | Punua Teraitua-i-Nu'urua            |  |  |       |  |  |                     |  |  |              |  |
|                               |                  | Vave'a Tetua-nui-rei-a-ite Ra'iatea | Punua Teraitua-i-Nu'urua            |  |  |       |  |  |                     |  |  |              |  |
|                               |                  | Vave'a Tetua-nui-rei-a-ite Ra'iatea | Fetefete-te-ui                      |  |  |       |  |  |                     |  |  |              |  |
| Pomare III                    |                  | Vave'a Tetua-nui-rei-a-ite Ra'iatea |                                     |  |  |       |  |  |                     |  |  |              |  |
|                               | Vetea-raʻi Uʻuru | Tamatoa III di Raiatea *            |                                     |  |  |       |  |  |                     |  |  |              |  |
|                               | Vetea-raʻi Uʻuru | Tamatoa III di Raiatea *            |                                     |  |  |       |  |  |                     |  |  |              |  |
|                               | Vetea-raʻi Uʻuru | Hapaitaha'a                         |                                     |  |  |       |  |  |                     |  |  |              |  |
| Tamatoa IV di Raiatea         | Vetea-raʻi Uʻuru |                                     |                                     |  |  |       |  |  |                     |  |  |              |  |
|                               |                  | Opai-pai Te-roro                    | Uruatu                              |  |  |       |  |  |                     |  |  |              |  |
|                               |                  | Opai-pai Te-roro                    | Uruatu                              |  |  |       |  |  |                     |  |  |              |  |
|                               |                  | Opai-pai Te-roro                    | Teri'i Iti                          |  |  |       |  |  |                     |  |  |              |  |
| Teri'to'-o-terai Tere-moe-moe |                  | Opai-pai Te-roro                    |                                     |  |  |       |  |  |                     |  |  |              |  |
|                               |                  | Mato Teri'i Tepoara'i               | Mau'a                               |  |  |       |  |  |                     |  |  |              |  |
|                               |                  | Mato Teri'i Tepoara'i               | Mau'a                               |  |  |       |  |  |                     |  |  |              |  |
|                               |                  | Mato Teri'i Tepoara'i               | Te-atua-nui-marama                  |  |  |       |  |  |                     |  |  |              |  |
| Tu-ra'i-ariʻi E-he-vahine     |                  | Mato Teri'i Tepoara'i               |                                     |  |  |       |  |  |                     |  |  |              |  |
|                               |                  | Te-ha'apapa I                       | Teri'i-taria Te-ha'apapa            |  |  |       |  |  |                     |  |  |              |  |
|                               |                  | Te-ha'apapa I                       | Teri'i-taria Te-ha'apapa            |  |  |       |  |  |                     |  |  |              |  |
|                               |                  | Te-ha'apapa I                       | Teri'i-ohua-e-te-anuanua-i-te-tuahu |  |  |       |  |  |                     |  |  |              |  |
|                               |                  | Te-ha'apapa I                       |                                     |  |  |       |  |  |                     |  |  |              |  |